# Henri Camara
Henri Camara (Dakar, 10 mei 1977) is een voormalig profvoetballer uit Senegal. Hij was actief van 1998 tot en met 2018. Camara maakte van 1999 tot en met 2008 deel uit van het Senegalees voetbalelftal, waarvoor hij 99 interlands speelde en 31 keer scoorde.
Camara begon zijn profloopbaan in 1998 bij Racing Strasbourg. In 1999 vertrok de aanvaller naar de Super League, waar Camara speelde voor Xamax Neuchâtel (1999/01) en Grasshoppers (2001/02). Halverwege het seizoen 2001/02 vertrok de Senegalees naar Sedan, waar hij anderhalf seizoen bleef. In 2003 tekende hij bij Wolverhampton Wanderers. Daar wist Camara geen vaste waarde te worden en hij werd aan het begin van het seizoen 2004/05 verhuurd aan Celtic. Camara werd door Celtic gehaald als de vervanger van Henrik Larsson, de Zweedse aanvaller die naar FC Barcelona was vertrokken. Camara kon niet overtuigen en vertrok na een half jaar naar Southampton. Ook daar bleef Camara een half seizoen, waarna hij tekende bij Wigan Athletic.
Camara maakte deel uit van het Senegalese nationale team van 2002. In januari behaalde hij met Senegal de finale van de African Cup of Nations, waarin na strafschoppen werd verloren van Kameroen. In juni nam Camara met zijn land deel aan het WK 2002. Titelverdediger Frankrijk werd verslagen in de openingswedstrijd en Senegal behaalde de kwartfinale. Hierin was Turkije te sterk. In de achtste finale tegen Zweden maakte Camara beide treffers (2-1), waarvan één in de verlengingen. Na 2002 was Camara ook in 2004 en 2006 met Senegal aanwezig op de Africa Cup.

## Clubstatistieken
| seizoen    | club                    | land        | competitie              | duels | goals |
| ---------- | ----------------------- | ----------- | ----------------------- | ----- | ----- |
| 1998/99    | RC Strasbourg           | Frankrijk   | Ligue 1                 | 0     | 0     |
| 1999/00    | Xamax Neuchâtel         | Zwitserland | Axpo Super League       | 11    | 8     |
| 2000/01    | Xamax Neuchâtel         | Zwitserland | Axpo Super League       | 12    | 5     |
| 2000/01    | Grasshopper-Club Zürich | Zwitserland | Axpo Super League       | 11    | 3     |
| 2001/02    | CS Sedan Ardennes       | Frankrijk   | Ligue 1                 | 25    | 8     |
| 2002/03    | CS Sedan Ardennes       | Frankrijk   | Ligue 1                 | 34    | 14    |
| 2003/04    | Wolverhampton Wanderers | Engeland    | Premier League          | 30    | 7     |
| 2004/05    | Celtic FC (huur)        | Schotland   | Scottish Premier League | 18    | 8     |
| 2004/05    | Southampton FC (huur)   | Engeland    | Premier League          | 13    | 4     |
| 2005/06    | Wigan Athletic          | Engeland    | Premier League          | 29    | 12    |
| 2006/07    | Wigan Athletic          | Engeland    | Premier League          | 23    | 6     |
| 2007/08    | West Ham United (huur)  | Engeland    | Premier League          | 10    | 0     |
| 2008/09    | Wigan Athletic          | Engeland    | Premier League          | 17    | 2     |
| 2008/09    | Stoke City (huur)       | Engeland    | Premier League          | 4     | 0     |
| 2009/10    | Sheffield United        | Engeland    | The Championship        | 23    | 4     |
| 2010/11    | Atromitos               | Griekenland | Super League            | 28    | 3     |
| Bijgewerkt | 02-05-2011              |             |                         |       |       |